# Neuvy-en-Champagne
Neuvy-en-Champagne ist eine Ortschaft in der französischen Gemeinde Bernay-Neuvy-en-Champagne und eine ehemalige Gemeinde mit zuletzt 373 Einwohnern (Stand: 1. Januar 2015) im Département Sarthe in der Region Pays de la Loire. Sie gehörte zum Arrondissement  Mamers und zum Kanton Loué (bis 2015: Kanton Conlie). Die Einwohner werden Noviciens genannt.
Die Gemeinde Neuvy-en-Champagne wurde am 1. Januar 2019 mit Bernay-en-Champagne zur Gemeinde Bernay-Neuvy-en-Champagne zusammengeschlossen.

## Geographie
Neuvy-en-Champagne liegt etwa 20 Kilometer westnordwestlich von Le Mans am Vègre, der die Gemeinde im Westen begrenzt. Umgeben wurde die Gemeinde Neuvy-en-Champagne von den Nachbargemeinden Conlie im Norden, Cures im Norden und Osten, La Quinte im Südosten, Coulans-sur-Gée im Süden und Südosten, Amné im Süden und Südwesten, Bernay-en-Champagne im Westen sowie Tennie im Nordwesten.

## Bevölkerungsentwicklung
| Jahr                      | 1962 | 1968 | 1975 | 1982 | 1990 | 1999 | 2007 | 2013 |
| Einwohner                 | 477  | 439  | 379  | 336  | 313  | 338  | 368  | 379  |
| Quelle: Cassini und INSEE |      |      |      |      |      |      |      |      |

## Sehenswürdigkeiten
- Kirche Saint-Laurent, seit 1894 Monument historique
- Schloss La Renaudière, seit 1991 Monument historique

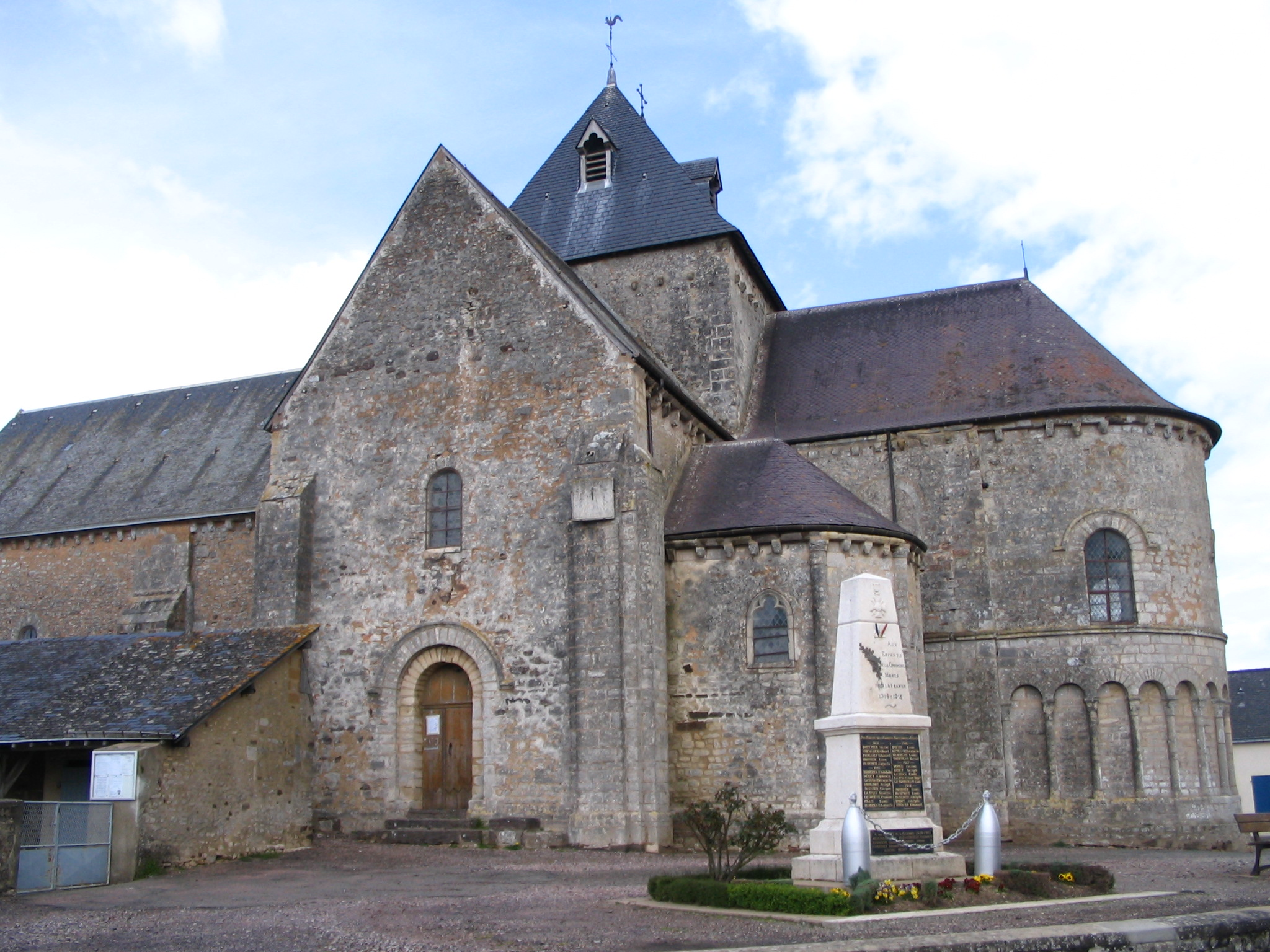
Kirche Saint-Laurent

- Burgruine Souvré